# Elek
Elek (in rumeno Aletea) è una città dell'Ungheria di 5.048 abitanti (dati 2001). È situata nella contea di Békés.

## Storia
La città è menzionata per la prima volta in un documento nel 1232. Dal 1566 al 1696 è governata dall'Impero Ottomano. Nel secolo XVIII si insediano abitanti dalla Germania, che verranno espulsi alla fine della seconda guerra mondiale.
In seguito al Trattato di Trianon del 1920 diventa città di confine.

## Società

### Evoluzione demografica
Secondo i dati del censimento 2001 il 92,7% degli abitanti è di etnia ungherese con minoranze rumene, tedesche e rom.

## Amministrazione

### Gemellaggi
- Alerheim, Germania (1992)
- Gerolzhofen, Germania (1990)
- Grăniceri, Romania (1997)
- Laudenbach, Germania (1994)
- Leimen, Germania (1992)
- Sebiș, Romania (1992)
- Veľké Kapušany, Slovacchia (1996)